# Janko Mitrović
Janko Mitrović je hrvatska vojna osoba iz vremena mletačke vlasti nad južnim hrvatskim krajevima. Bio je vojskovođa u borbama protiv Turaka, harambaša, sjevernodalmatinski serdar i mletački kavalir.
Otac je Ilije i Stojana Jankovića Mitrovića, koji su se iskazali u mletačko-turskim ratovima, zbog čega im je 20. kolovoza 1705. mletački dužd Alviso II. Mocenigo dodijelio naslov grofa ("conte") za vojničke zasluge i vrline. Treći Jankov sin je Zaviša.
S njima je obitelj Mitrović postala plemićka.
Janko Mitrović se na povijesnoj ratničkoj pozornici javlja nakon osmanskog zauzimanja Zelengrada 1523. godine.
Nacionalno, vjersko i zemljopisno podrijetlo Janka Mitrovića i njegovih potomaka (Stojan Janković i ostali) često je krivo prikazivano u vrijeme obiju Jugoslavija, a i danas od povjesničara srpske nacionalnosti, sve na štetu hrvatskog katoličkog podrijetla Janka Mitrovića. Na osnovi šezdesetak izvornih mletačkih dokumenata hrvatski povjesničar Ivan Mitrović dokazao je da su velikosrpski povjesničari krivotvorili činjenice u svezi s Mitrovićevim podrijetlom. Tumačili su da je iz Žegara, premda talijanski dokumenti bilježe Mitrovića "da je on "od" ili "prema" Žegaru, a ne "iz" Žegara. " Druga kriva interpretacija je ta što su (veliko)srpski povjesničari tumačili Mitrovića kao Srbina, preračunavajući stanje iz 20. stoljeća u Žegaru na Žegar iz 17. stoljeća, premda Mitrović nije bio iz Žegara, a uz to su prešućivali činjenicu da ni te 1613. u Žegaru nema ni jednoga Srbina, nego živi 600 katolika. Treća je neznanje onih koji su smatrali da Mitar nije hrvatsko ime, premda je još tisućljeće prije postojao hrvatski kralj narodne krvi Dmitar Zvonimir, a k tome brojni povijesni dokumenti svjedoče da je Mitar hrvatsko narodno ime.